# Bisdom (geslacht)

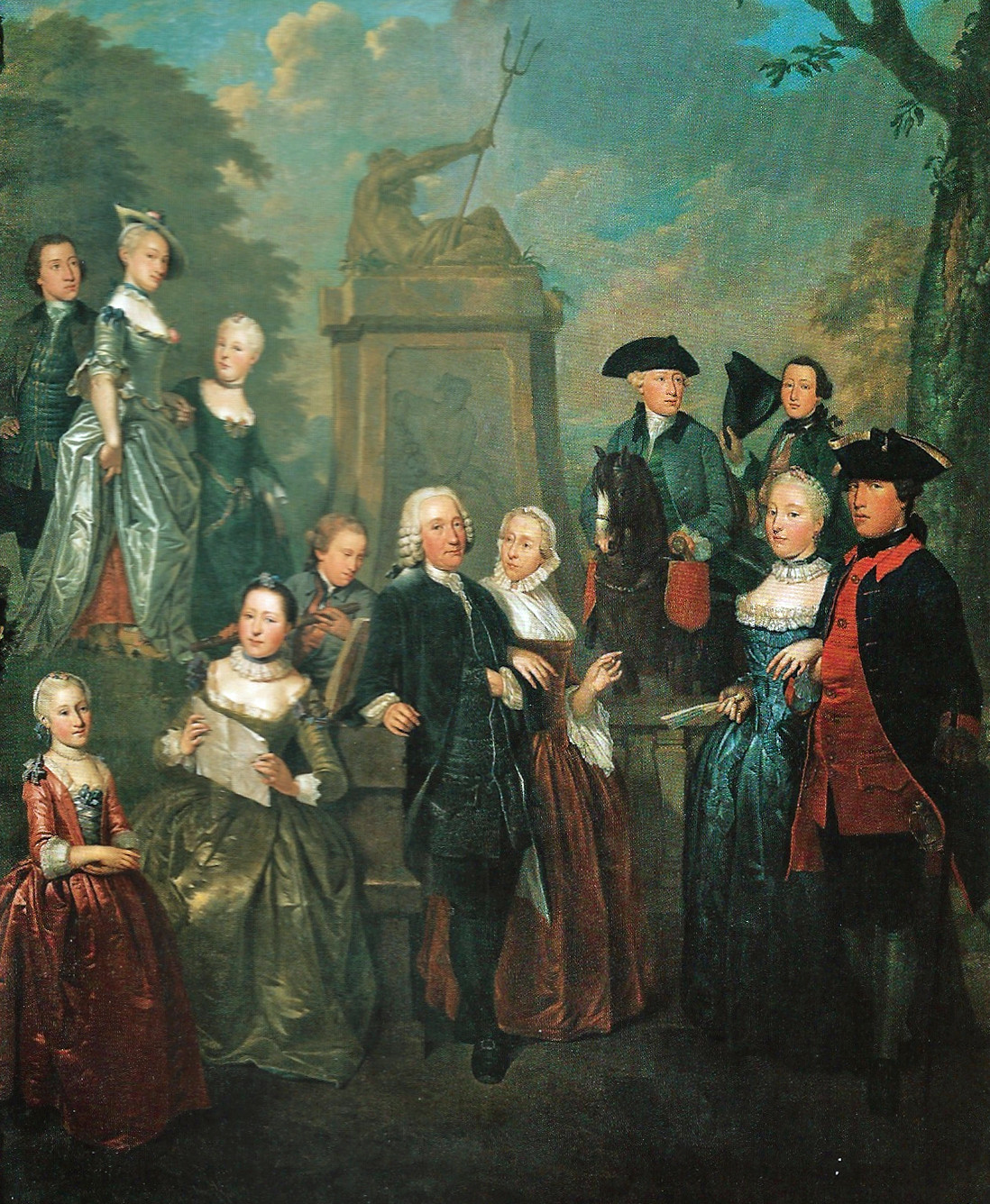
Theodorus Bisdom en Maria van Harthals met hun tien kinderen in 1757 door Jan Stolker

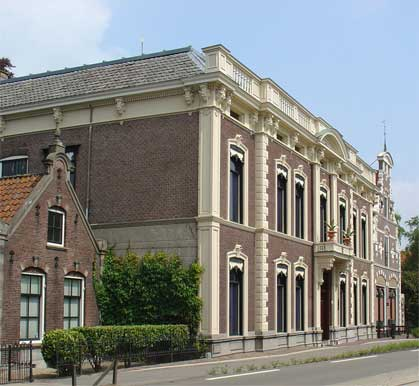
Het in opdracht van Marcellus Bisdom van Vliet (1806-1877) gebouwde huis aan de Hoogstraat in Haastrecht

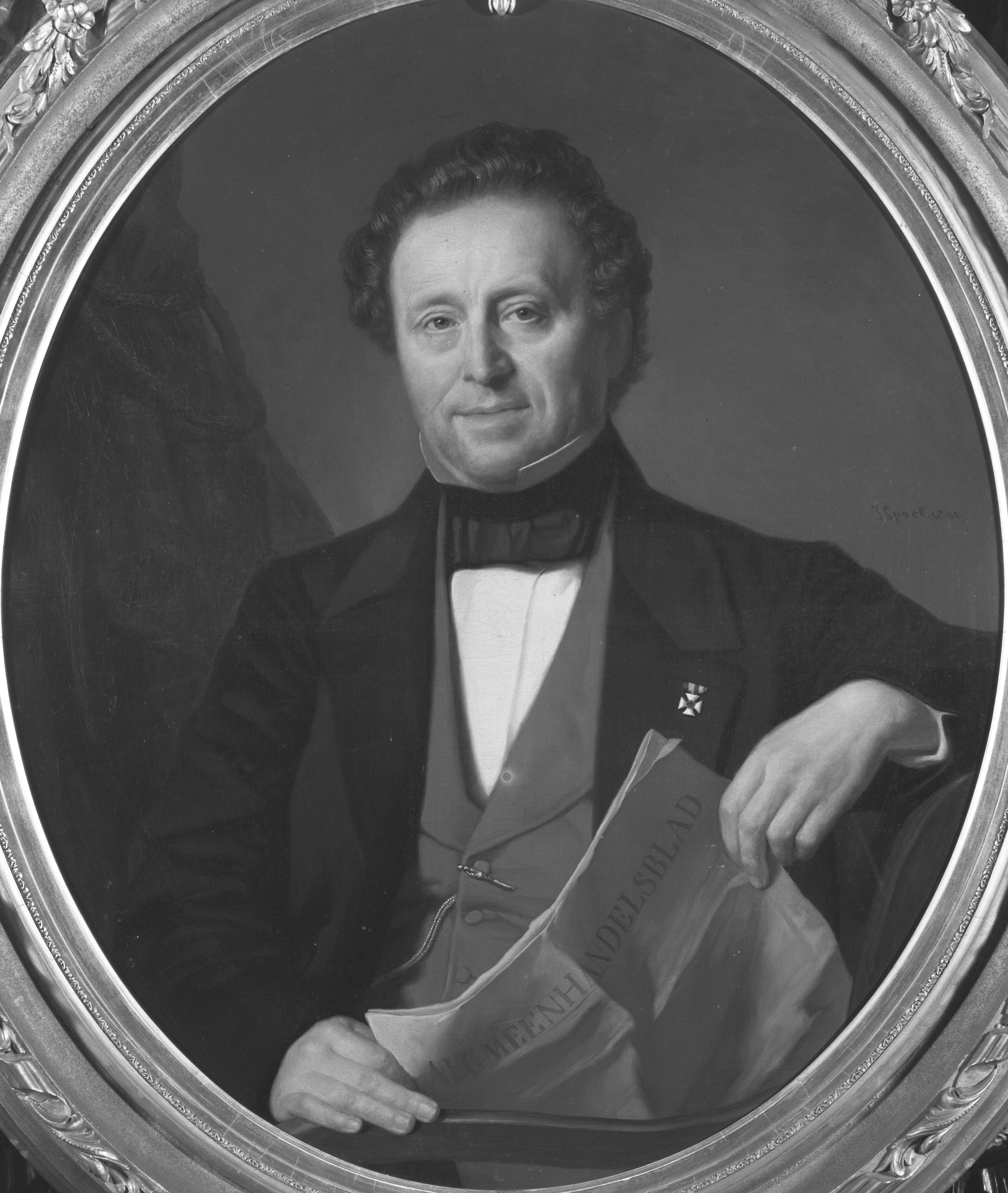
Marcellus Bisdom van Vliet (1806-1877)

Bisdom (ook: van Lakerveld Bisdom, Reijnders Bisdom en:  Wijckerheld Bisdom) is een Nederlands geslacht dat voornamelijk bestuurders in de Krimpenerwaard voortbracht.

## Geschiedenis
De stamreeks van de familie Bisdom begint met Jan Bisdom die in 1559 werd geboren. Vanaf de zeventiende eeuw bekleedden leden van het geslacht bestuursfuncties in de Krimpenerwaard (de kleinzoon van de stamvader was er heemraad van) en in Haastrecht. De familie werd bekend van het Museum Paulina Bisdom van Vliet, gesticht door de laatste telg van de tak Bisdom van Vliet.

## Enkele telgen
Jacob Bisdom (1617-1704), heemraad van de Krimpenerwaard
- Adriaan Bisdom (1664-1728), notaris en secretaris te Haastrecht, secretaris-penningmeester van de Krimpenerwaard
  - Mr. Jacob Bisdom (1696-1762), pensionaris van Delft
    - Mr. Carel Jan Bisdom (1732-1803), schepen en president-schepen van 's-Hertogenbosch
      - Mr. Gerard Johan Bisdom (1768-1818); trouwde in 1795 met Roelandina Honesta Bopp (1801-1833)
        - Isaacq Bopp Bisdom (1801-1855)
        - Gerardina Johanna Bisdom (1810-1870); trouwde met Jan Carel Redeker (1797-1875); zij werden de ouders van de aannemer-architect Nicolaas Redeker Bisdom (1830-1901)

      - Dr. Arend Bisdom (1770-1835), geneesheer te Schiedam, thesaurier van Brielle; ondertrouwde in 1802 met Niesje Blanken (1778-1827), dochter van Jan Blanken en Maria van Lakerveld
        - Mr. Jan van Lakerveld Bisdom (1808-1894), burgemeester en secretaris van Alblasserdam en Oud-Alblas

    - Mr. Dirk Rudolf Wijckerheld Bisdom (1740-1814), onder andere secretaris van Rotterdam en raad en thesaurier-generaal van de Unie, burgemeester van Leiden
      - Mr. Carel Jan Jacob Wijckerheld Bisdom (1782-1814), advocaat
        - Mr. Dirk Rudolf Wijckerheld Bisdom (1809-1889), kantonrechter, lid provinciale staten van Groningen
          - Anna Judith Wijckerheld Bisdom (1834-1922); trouwde in 1859 met jhr. mr. Cornelis de Marees van Swinderen (1828-1867), burgemeester van Noorddijk
          - Mr. Carel Jan Jacob Wijckerheld Bisdom (1836-1900), griffier, laatstelijk van de Hoge Raad der Nederlanden
            - Dirk Rudolph Wijckerheld Bisdom (1873-1937), burgemeester van Barendrecht, Kortgene en Almelo
              - Mr. Cornelis Rudolph Christiaan Wijckerheld Bisdom (1908-1995), deken van de orde van advocaten te Den Haag

          - Anna Adriana Wijckerheld Bisdom (1839-1918); trouwde in 1860 met mr. Bernhardus Jouke Buma (1835-1874), burgemeester van Hemelumer Oldeferd en Noordwolde (1861-1867) en van Utingeradeel (1867-†)

  - Theodorus Bisdom, heer van Vliet (1698-1777), burgemeester van Haastrecht, president-hoogheemraad van de Krimpenerwaard, heer van Vliet sinds 1755
    - Marcellus Bisdom, heer van Vliet (1729-1806), burgemeester van Gouda, hoogheemraad van de Krimpenerwaard; trouwde in 1766 met Maria Catharina Reijnders (1737-1798)
      - Salomon Reijnders Bisdom, heer van Vliet en Willige Langerak (1775-1825), burgemeester van Haastrecht, hoogheemraad van de Krimpenerwaard
        - Marcellus Bisdom, heer van Vliet en Willige Langerak (1806-1877), burgemeester van Haastrecht, dijkgraaf van de Krimpenerwaard
          - Paulina Maria Bisdom, vrouwe van Vliet en Willige Langerak (1840-1923), stichtster van het Museum Paulina Bisdom van Vliet

        - Mr. Otto Braet Bisdom, heer van Cattenbroeck (1810-1889), lid van de raad van Utrecht, hoogheemraad van de Lekdijk-Benedendams
          - Salomon Reijnders Bisdom (1852-1901), fabrikant, verkreeg bij Koninklijk Besluit in 1869 naamswijziging in Reijnders Bisdom

Geslachten die opgenomen zijn in het sinds 1910 verschijnende genealogische naslagwerk Nederland's Patriciaat. Lijst volgens opgave van het CBG Centrum voor familiegeschiedenis.
A · B · C · D · E · F · G · H · I · J · K · L · M · N · O · P · Q · R · S · T · U · V · W · Y · Z